# Campeonato Italiano de Rugby 1945-46
El Campeonato de Rugby de Italia de 1945-46 fue la decimosexta edición de la primera división del rugby de Italia.

## Sistema de disputa
El torneo se disputó con dos zonas (Copa Alta Italia y Campeonato Centro Sur), ambos torneos zonales declararon un campeón, el cual disputó la final nacional, en la cual se definió entre ambos el campeón del torneo nacional.

## Desarrollo

### Copa Alta Italia

#### Cuartos de final
| Equipo 1          | Equipo 2   | Ida   | Vuelta |
| ----------------- | ---------- | ----- | ------ |
| Amatori Milano    | Genova     | 36-3  | 12-0   |
| Bologna           | Padova     | 15-12 | 3-5    |
| Ginnastica Torino | Milano     | 6-9   | 9-5    |
| Rugby Rovigo      | Giovinezza | 12-6  | 19-8   |

#### Semifinal
| Equipo 1          | Equipo 2     | Ida   | Vuelta |
| ----------------- | ------------ | ----- | ------ |
| Amatori Milano    | Bologna      | 35-6  | 11-0   |
| Ginnastica Torino | Rugby Rovigo | 10-13 | 14-9   |

#### Final
| Equipo 1       | Equipo 2          | Ida  | Vuelta |
| -------------- | ----------------- | ---- | ------ |
| Amatori Milano | Ginnastica Torino | 21-0 | 14-5   |

- Amatori Milano campeón de la Coppa Alta Italia, clasifica a la final nacional.

### Campeonato Centro Sur
| Pos. | Equipo             | Encuentros | Encuentros | Encuentros | Encuentros | Tantos | Tantos | Tantos | Puntos |
| Pos. | Equipo             | PJ         | PG         | PE         | PP         | F      | C      | Dif    | Puntos |
| ---- | ------------------ | ---------- | ---------- | ---------- | ---------- | ------ | ------ | ------ | ------ |
| 1.º  | Rugby Roma Olimpic | 4          | 2          | 2          | 0          | 41     | 8      | +33    | 6      |
| 2.º  | Olimpic ’44        | 4          | 1          | 1          | 2          | 25     | 21     | +4     | 3      |
| 3.º  | Napoli             | 4          | 1          | 1          | 2          | 13     | 50     | -37    | 3      |

|  | Clasifica a la final nacional. |

## Final Nacional
| 22 de junio de 1946 | Amatori Milano | 20 - 0 | Rugby Roma Olimpic |  |  |

| 29 de junio de 1946 | Rugby Roma Olimpic | 3 - 12 | Amatori Milano |  |  |

| Bandera de Italia      |
| Campeón Amatori Milano |
| Décimo cuarto título   |